# 1445 en arts plastiques
| Années des arts plastiques : 1442 - 1443 - 1444 - 1445 - 1446 - 1447 - 1448    |
| Décennies des arts plastiques : 1410 - 1420 - 1430 - 1440 - 1450 - 1460 - 1470 |

Cette page concerne l'année 1445 en arts plastiques.

## Œuvres
- La Vierge à la cerise, peinture sur bois de Sano di Pietro.

## Naissances

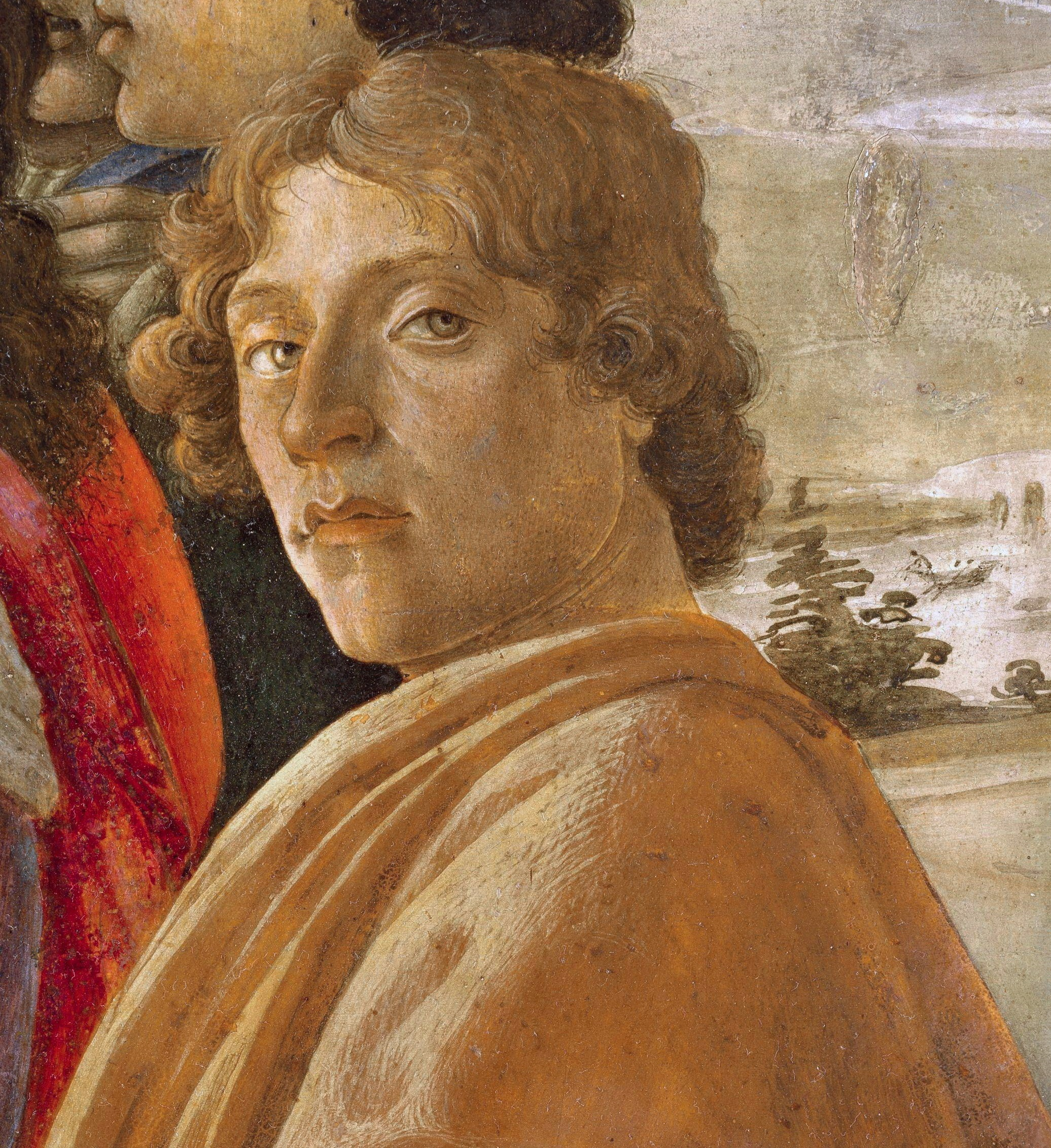
Sandro Botticelli, autoportrait

- entre le 1er mars 1444 et le 1er mars : Sandro Botticelli, peintre italien († 17 mai 1510).